# جزر شوتن
جزر بياك أو جزر شوتن أو جزر جيلفينك هي مجموعة جزر تقع مقابل خليج طائر الجنة شمال جزيرة غينيا الجديدة وتتبع مقاطعة بابوا في إندونيسيا.
وتضم الجزر التالية:
- جزيرة بياك
- جزيرة نومفور
- جزيرة يابن
- جزيرة ميوس نوم
- جزيرة سوبيوري

إضافة إلى جزر صغيرة أخرى تتميز بالغابات المطيرة وتتميز الجزر بالتوع البيئي.
وقد سميت الجزر نسبة إلى المستكشف الهولندي ويليم شوتن.